# Ночь во Флоренции
«Ночь во Флоренции при Алессандро Медичи» (фр. Une Nuit a Florence sous Alexandre de Medicis) или просто «Ночь во Флоренции» — историческая повесть французского писателя Александра Дюма-отца, написанная в 1861 году на основе пьесы «Лоренцино».
Действие повести происходит во Флоренции в 1537—1547 годах. Центральное событие — убийство герцога Алессандро Медичи его кузеном Лорензаччо.
Повесть была опубликована в 1861 году в парижском издательстве Michel Lеvy Frеres. 